# Wolaita

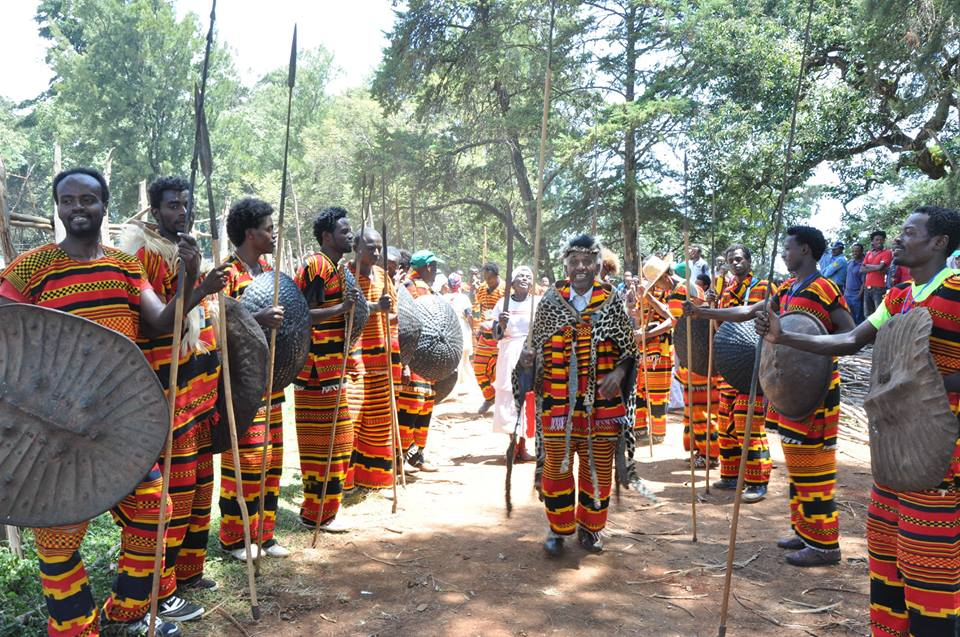
Mężczyźni z Wolaitański

Wolaita – rdzenni mieszkańcy Etiopii, lud afrykański mający własną kulturę, tradycję, dziedzictwo polityczne i język nazywany wolaita. Obecnie zamieszkują w Strefie Wolaita, w Regionie Narodów, Narodowości i Ludów Południa, na południu Etiopii. Ich populację szacuje się na ponad 2,5 mln osób, z czego większość mieszka na obszarach wiejskich. 
Od XIII do XIX wieku posiadali także własne królestwo. Pod koniec XIX wieku ich królestwo zostało zdobyte przez cesarza etiopskiego Menelika II. W zdecydowanej większości wyznają chrześcijaństwo (protestantyzm i prawosławie).